# 新宿 (葛飾区)

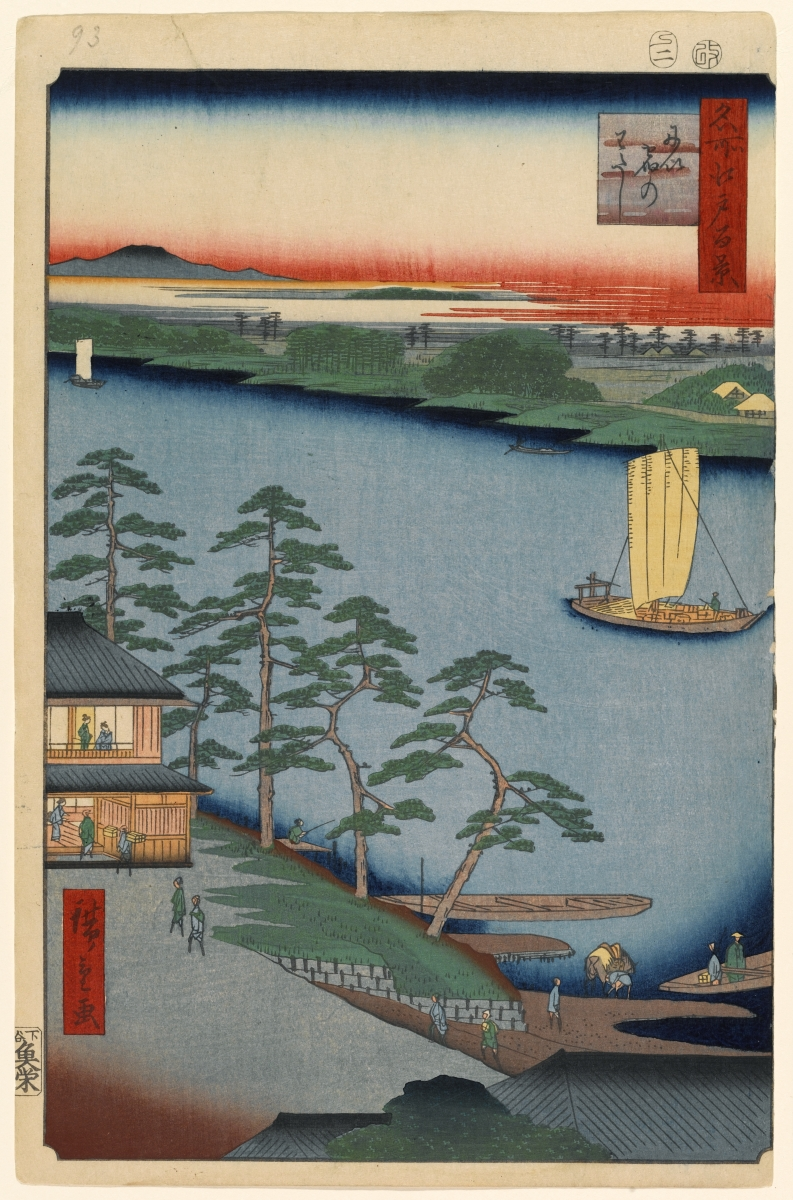
にい宿のわたし （現在の葛飾区新宿付近にあった中川の渡し）

新宿（にいじゅく）は、東京都葛飾区にある町名。住居表示実施済み。現行行政地名は新宿一丁目から六丁目。

## 地理
葛飾区の北部、中川の東岸に位置する。北で南水元、東で東金町、金町および柴又、南で高砂、西で中川を挟んで亀有、青戸および足立区中川と隣接する。町域の中央を国道6号が東西に貫いている。町域内の多くは住宅地となっている。北部の六丁目にはかつて三菱製紙中川工場があったが、2003年に撤退後、現在では広大な空き地の一部が三菱ガス化学東京研究所として利用されている他、マンション、老人ホームなどが建設されている。東京理科大学葛飾キャンパスが2013年4月に開設され、理学部第一部の応用物理学科、 工学部の建築学科・電気工学科・機械工学科、先進工学部の電子システム工学科・マテリアル創成工学科・生命システム工学科が設置されている。
国道6号（水戸街道）と新金貨物線が交差する新宿新道踏切を中心に激しい渋滞が発生するため、交通情報でよく聞かれる地名の一つである。

### 地価
住宅地の地価は、2025年（令和7年）1月1日の公示地価によれば、新宿1-21-11の地点で31万円/m2、新宿2-28-2の地点で30万3000円/m2、新宿5-22-11の地点で31万7000円/m2となっている。

## 歴史
江戸時代は水戸街道の宿場町で、成田街道（佐倉街道）との分岐点があった。

## 常磐線の駅の開設問題
葛飾区の発行する葛飾区史に次のような記述がある。
明治になり常磐線が開通した際、新宿に設置される計画があったとき亀有・新宿間に架かっていた有料橋中川橋の減収を懸念して住民が近くに駅を作ることに反対し、結局駅は亀有と金町に開設された。
ただし、常磐線が新宿を通過する場所と金町の距離は500m程度であり、金町でも十分に近接の場所の駅となる。むしろ中川の鉄橋近くでは勾配の途中になり駅の設置が難しかった可能性が強く、この記述も鉄道忌避伝説に過ぎない。

## 地名の由来
由来は「新居の宿」の略称からといわれている。

## 世帯数と人口
2023年（令和5年）1月1日現在（東京都発表）の世帯数と人口は以下の通りである。
| 丁目       | 世帯数    | 人口     |
| ---------- | --------- | -------- |
| 新宿一丁目 | 1,250世帯 | 2,550人  |
| 新宿二丁目 | 962世帯   | 1,850人  |
| 新宿三丁目 | 1,084世帯 | 2,458人  |
| 新宿四丁目 | 1,019世帯 | 2,034人  |
| 新宿五丁目 | 1,122世帯 | 2,121人  |
| 新宿六丁目 | 2,441世帯 | 5,790人  |
| 計         | 7,878世帯 | 16,803人 |

### 人口の変遷
国勢調査による人口の推移。
| 年                 | 人口   |
| ------------------ | ------ |
| 1995年（平成7年）  | 12,303 |
| 2000年（平成12年） | 11,726 |
| 2005年（平成17年） | 11,172 |
| 2010年（平成22年） | 11,727 |
| 2015年（平成27年） | 12,763 |
| 2020年（令和2年）  | 15,351 |

### 世帯数の変遷
国勢調査による世帯数の推移。
| 年                 | 世帯数 |
| ------------------ | ------ |
| 1995年（平成7年）  | 4,718  |
| 2000年（平成12年） | 4,672  |
| 2005年（平成17年） | 4,526  |
| 2010年（平成22年） | 5,079  |
| 2015年（平成27年） | 5,563  |
| 2020年（令和2年）  | 6,814  |

## 学区
区立小・中学校に通う場合、学区は以下の通りとなる（2021年4月時点）。
| 丁目       | 番地          | 小学校               | 中学校             |
| ---------- | ------------- | -------------------- | ------------------ |
| 新宿一丁目 | 全域          | 葛飾区立新宿小学校   | 葛飾区立新宿中学校 |
| 新宿二丁目 | 全域          | 葛飾区立新宿小学校   | 葛飾区立新宿中学校 |
| 新宿三丁目 | 29～33番      | 葛飾区立住吉小学校   | 葛飾区立新宿中学校 |
| 新宿三丁目 | 1〜28番       | 葛飾区立柴原小学校   | 葛飾区立新宿中学校 |
| 新宿四丁目 | 全域          | 葛飾区立新宿小学校   | 葛飾区立新宿中学校 |
| 新宿五丁目 | 全域          | 葛飾区立新宿小学校   | 葛飾区立新宿中学校 |
| 新宿六丁目 | 1番、6番      | 葛飾区立飯塚小学校   | 葛飾区立金町中学校 |
| 新宿六丁目 | 2番           | 葛飾区立東金町小学校 | 葛飾区立金町中学校 |
| 新宿六丁目 | 3〜5番 7〜8番 | 葛飾区立花の木小学校 | 葛飾区立金町中学校 |

## 事業所
2021年（令和3年）現在の経済センサス調査による事業所数と従業員数は以下の通りである。
| 丁目       | 事業所数  | 従業員数 |
| ---------- | --------- | -------- |
| 新宿一丁目 | 51事業所  | 334人    |
| 新宿二丁目 | 55事業所  | 342人    |
| 新宿三丁目 | 65事業所  | 1,426人  |
| 新宿四丁目 | 46事業所  | 844人    |
| 新宿五丁目 | 23事業所  | 88人     |
| 新宿六丁目 | 21事業所  | 1,690人  |
| 計         | 261事業所 | 4,724人  |

### 事業者数の変遷
経済センサスによる事業所数の推移。
| 年                 | 事業者数 |
| ------------------ | -------- |
| 2016年（平成28年） | 272      |
| 2021年（令和3年）  | 261      |

### 従業員数の変遷
経済センサスによる従業員数の推移。
| 年                 | 従業員数 |
| ------------------ | -------- |
| 2016年（平成28年） | 3,945    |
| 2021年（令和3年）  | 4,724    |

## 交通

### 鉄道
町域内を東日本旅客鉄道常磐線と新金貨物線の路線はあるものの、鉄道駅は存在しない。以下に新宿地域の近隣の最寄駅を挙げる。
- 東日本旅客鉄道

常磐緩行線：金町駅（金町六丁目所在）
- 京成電鉄

京成本線：京成高砂駅（高砂五丁目所在）
京成金町線：京成高砂駅/柴又駅（柴又所在）/京成金町駅（金町所在）
- 北総鉄道

北総線：京成高砂駅

### 道路・橋梁
- 国道6号（水戸街道）
- 東京都道467号千住新宿町線

## 施設
行政
- 亀有警察署

郵便局
- 葛飾新宿郵便局（旧葛飾区新宿町の区域内にある）

教育
- 東京理科大学葛飾キャンパス
- 東京都立葛飾商業高等学校
- 葛飾区立新宿中学校
- 葛飾区立新宿小学校

医療・福祉施設
- 東京かつしか赤十字母子医療センター

文化
- 葛飾区立にいじゅく地区図書館
- 葛飾区科学教育センター「未来わくわく館」

公園
- 新宿交通公園
- 葛飾にいじゅくみらい公園

企業
- 三菱ガス化学東京テクノパーク

## 史跡・寺社
- 西念寺
- 宝蓮寺
- 立増寺
- 浄心寺
- 慶円寺
- 日枝神社
- 花の木稲荷神社
- 中島守利像

## その他

### 日本郵便
- 郵便番号 : 125-0051[3]（集配局 : 葛飾新宿郵便局[19]）。